# Павлівський ботанічний заказник
Павлі́вський зака́зник — ботанічний заказник загальнодержавного значення. Розташований у Роздільнянському районі Одеської області, поблизу села Павлівка. 
Площа 403,0 га. Розташований на території урочища «Соше» Павлівського лісництва Великомихайлівського держлісгоспу. Створений за указом Президента України від 09.12.1998 року № 1341/98.
Створений для охорони рідкісного в Україні лісового масиву дуба пухнастого. Також на території заказника ростуть лілія лісова, клокичка периста, шафран сітчастий, з тварин водяться дисцелія зональна, жук-самітник, жук-олень, тхір степовий, горностай, борсук, мишівка степова і лунь польовий, занесені до Червоної книги України.